# Dan Bäckman sjunger Jan Banan (& nio andra lägereldsklassiker)
Dan Bäckman sjunger Jan Banan (& nio andra lägereldsklassiker) är ett album av Felix Herngrens rollfigur Dan Bäckman, utgivet på Sony Music 4 december 2002. Albumet innehåller också musikvideon till låten "Jan Banan" som premiärvisades på TV4 den 12 oktober 2002. Jan-Olov Andersson från Aftonbladet anser att albumet blev bättre än han trodde, men han anser att Bäckman är roligare på film.

## Låtlista
| Nr  | Titel              | Cover på                        | Låtskrivare                                        | Längd |
| --- | ------------------ | ------------------------------- | -------------------------------------------------- | ----- |
| 1.  | "Visa fingret"     | "Everybody (Backstreet's Back)" | Dennis Pop, M. Martin, F. Herngren, H. Ingemansson | 3.55  |
| 2.  | "E4 E6 motorväg"   | "2-4-6-8 Motorway"              | H. Ingemansson, F. Herngren, T. Robinson           | 2.46  |
| 3.  | "Jan Banan"        | "Bobby Brown"                   | H. Ingemansson, F. Herngren, F. Zappa              | 3.32  |
| 4.  | "Små lätta moln"   | -"-                             | P. Rogefeldt                                       | 3.29  |
| 5.  | "Hack i häl"       | "One Step Beyond"               | H. Ingemansson, F. Herngren, C. Campbell           | 3.00  |
| 6.  | "Mycket på gång"   | "Lust for Life"                 | H. Ingemansson, F. Herngren, I. Pop, D. Bowie      | 3.24  |
| 7.  | "Kolla kolla"      | -"-                             | A. Melander                                        | 4.53  |
| 8.  | "Berömd blå kappa" | "Famous Blue Raincoat"          | H. Ingemansson, F. Herngren, L. Cohen              | 5.15  |
| 9.  | "London ringer"    | "London Calling"                | H. Ingemansson, F. Herngren, M. Jones, J. Strummer | 3.52  |
| 10. | "Ångrar ingenting" | "Je ne regrette rien"           | H. Ingemansson, F. Herngren, C. Dumont             | 2.23  |